# Mirino a pozzetto

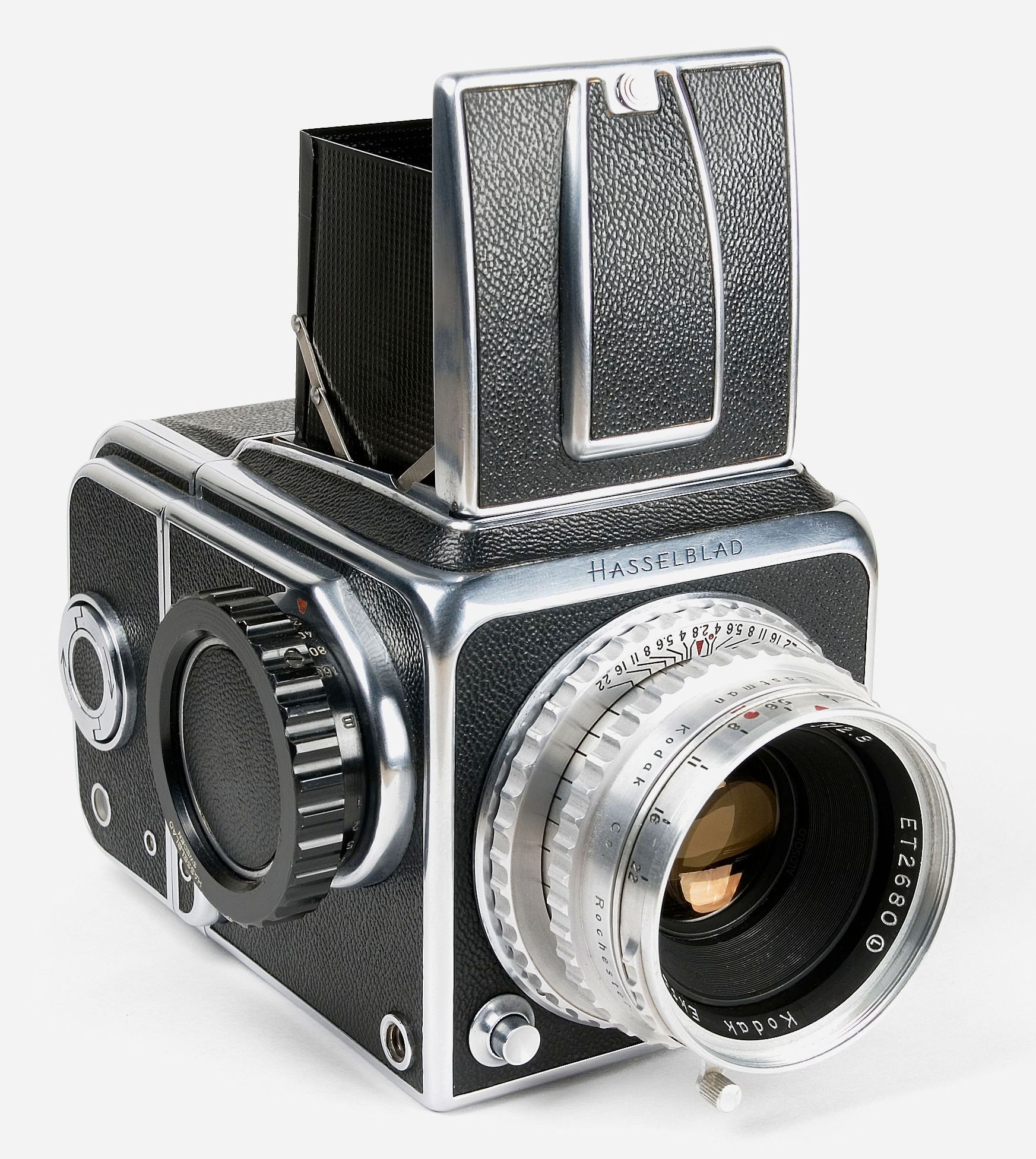
Minino a pozzetto di una Hasselblad 1600F

Il mirino a pozzetto è un semplice mirino reflex senza il pentaprisma.
Rispetto al piano di ripresa, lo specchio devia la luce di 90° verso l'alto, sullo schermo di messa a fuoco, posizionato in orizzontale, che in genere è protetto dalla luce da quattro pannelli che formano un "pozzetto".
L'immagine ripresa si osserva dall'alto rispetto alla fotocamera, e presenta la destra e la sinistra della scena invertite: per raddrizzarle sarà necessario un pentaprisma.